# Pierre Nougaro
Pour les articles homonymes, voir Nougaro.
Pierre Nougaro, né le 27 avril 1904 à Toulouse et mort le 26 octobre 1988 à Marseille, est un chanteur lyrique baryton français. Il est le père du célèbre chanteur Claude Nougaro.

## Biographie
Enfant, Pierre Nougaro découvre rapidement le monde de la musique et fréquente le théâtre du Capitole. Il s'inscrit aux cours du soir du conservatoire à l'incitation de ses parents, eux-mêmes choristes.
L'obtention d'un premier prix de déclamation lyrique lui ouvre l'accès aux scènes parisiennes.
Reconnu comme un véritable chanteur d'exception, Pierre prend dans les années 1950 les fonctions de directeur du théâtre de Besançon puis du théâtre de Rennes en 1958.
À Rennes, le théâtre est alors en crise et Pierre est chargé de faire revenir le public en grand nombre. Il renouvelle donc la programmation et offre aux Rennais de grands galas lyriques, des opérettes et une nouvelle création par an. Il fait également venir les grands noms de l'Opéra de Paris.
En 1967, il se retire du théâtre rennais (devenu ensuite l'opéra de Rennes) après avoir réussi le redressement demandé une dizaine d'années auparavant.
À partir des années 1970 et pour de nombreuses années encore, sa forte personnalité et son talent dramatique lui ouvrent les portes d'une nouvelle carrière sur le petit et le grand écran. On le voit dans de nombreux téléfilms, et, au cinéma, il tourne notamment pour Claude Chabrol et pour Claude Berri.

## Filmographie
- 1979 : Un juge, un flic de Denys de La Patellière, seconde saison (1979), épisode : Mort en stock
- 1974 : Le meilleur de la vie de Francis Bouchet d'après le livre de Pierre Gascard avec Pierre Kovacs, Marc Lesser, Jacques Serres,  Paul Maguelon
- 1980 : Médecins de nuit de Jean-Pierre Prévost, épisode : La pension Michel
- 1981 : Les Cinq Dernières Minutes de Claude Loursais, épisode Mort au bout du monde
- 1984 : Des grives aux loups de Philippe Monnier : Édouard Vialhe, le patriarche
- 1986 : Jean de Florette de Claude Berri
- 1986 : Manon des sources de Claude Berri
- 1987 : Masques de Claude Chabrol